# Šlejnicové
Šlejnicové, neboli páni ze Šlejnic (něm, von Schleinitz, lat. a Schleinicz) byli starý šlechtický rod hornosaského původu z Míšeňska, který se od konce 15. století do 17. století usadil také v severních Čechách. Psali se podle původního rodového sídla vodního hradu Schleinitz ve vsi Schleinitz u Míšně. Ještě počátkem 20. století žili potomci rodu v Německu a Polsku.

## Původ rodu

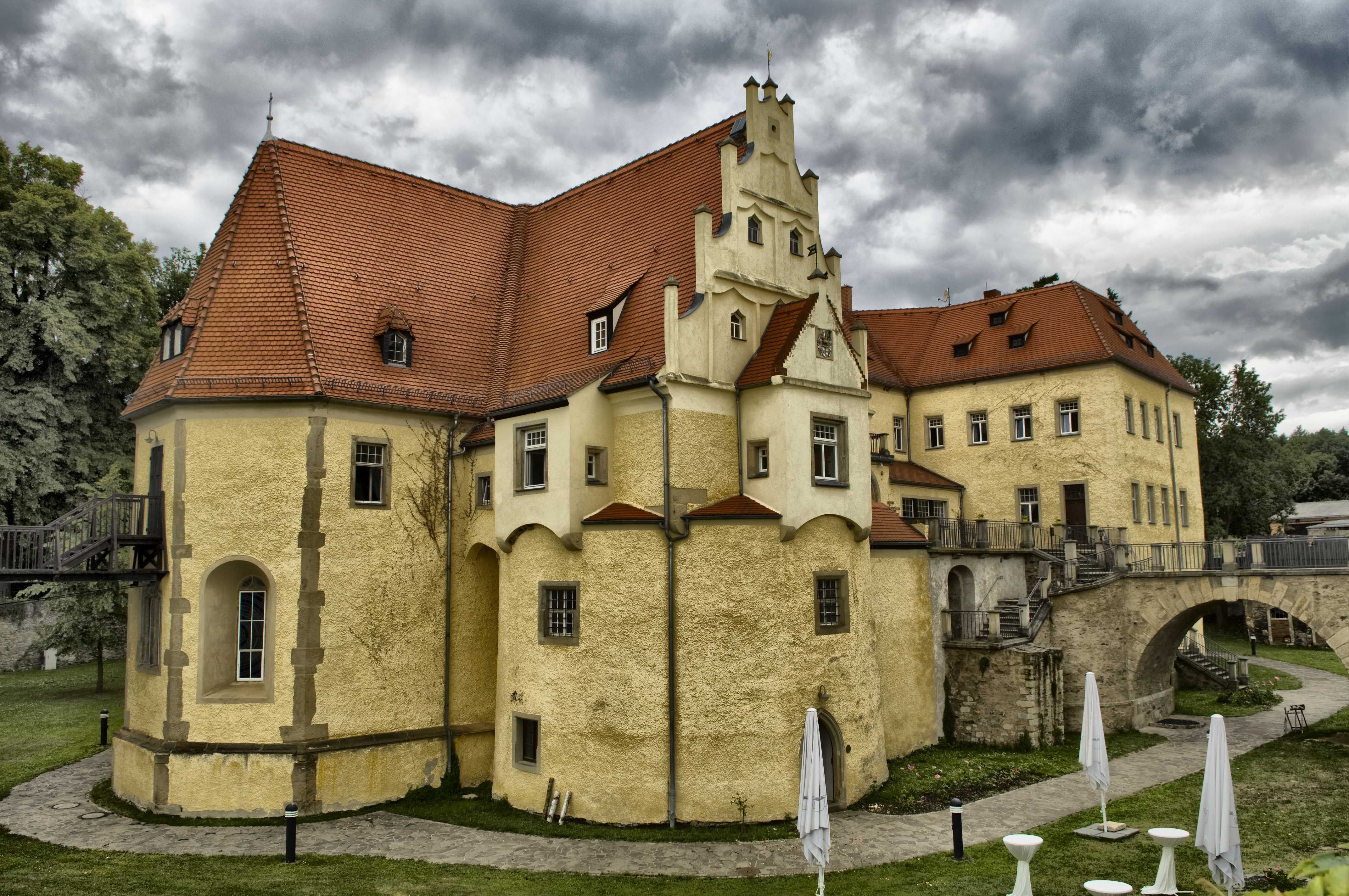
Zámek Schleinitz s kostelem

Podle nepodložených informací Bohuslava Balbína měl být již v roce 1184 do českého panského stavu povýšen český královský pohárník Ulrich von Slynicz. První písemná zmínka o rodu Šlejniců se poprvé 

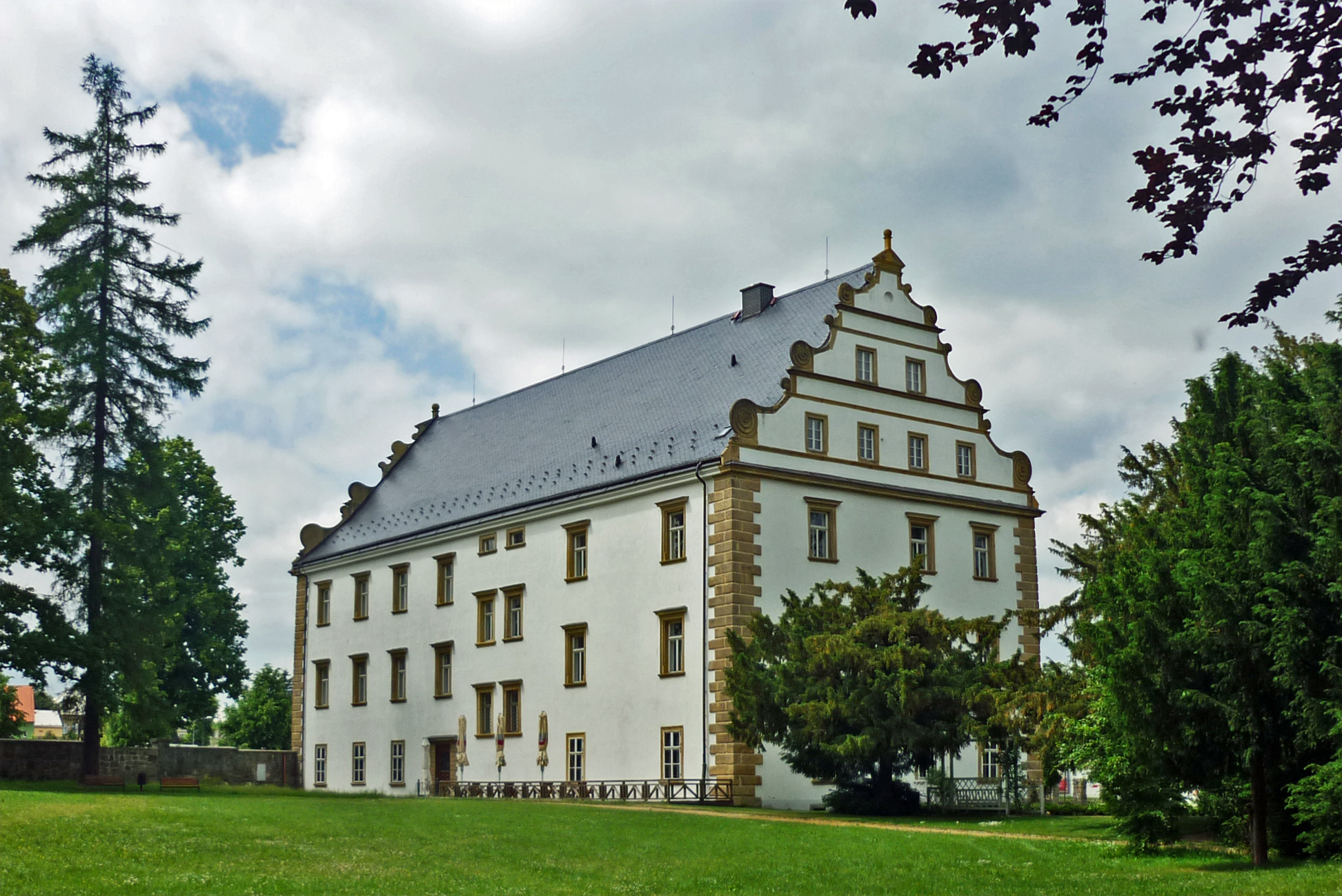
Šluknovský zámek

objevuje v listině z 28. ledna 1255 u Johannese de Zlinicz, avšak spolehlivý rodokmen začíná až kolem roku 1290 u Hermanna von Schleinitz.

### Šlejnicové v českých zemích
Do českých zemí se prokazatelně rod dostal až roku 1481. V roce 1465 se objevuje Haubold (též Hugold nebo Haugold) starší ze Šlejnic (* kolem roku 1425 – 1490), který od saského kurfiřta a vévody Arnošta I. († 1486) získal do svého držení hrad Tolštejn u Varnsdorf a Šluknov v severních Čechách. a Šluknov. Hugolt zůstavil asi 5 synů, z toho syna Jindřicha, pána na hradě Hohnstein (* kolem roku 1450 – 14. února 1518), který byl maršálem v Míšni a Hugolda (mladšího), jenž byl pánem na hradě Schleinitz (* kolem roku 1455 – asi 1512). Sídlo Schleinitz zůstalo v majetku rodiny až do roku 1594, kdy jej Abraham ze Šlejnic odkázal své dceři Marii a jejímu manželovi Kryštofovi z Lossu (1574–1620).

### Starší pošlost
Nejstarší Hugoltův syn Jindřich († 14. 1. 1518) byl vrchním maršálkem v Míšni a koupil Krupku, kterou kolem roku 1505 postoupil Albrechtovi z Kolovrat. Oba byli roku 1509 králem Vladislavem Jagellonským ustanoveni za správce zboží lovosického. Albrecht mu toto zboží zapsal a roku 1511 obdržel od opata kláštera cisterciáků v Altzelle právo je vyplatit. V horním Sasku držel Kriebstein a od roku 1500 hrad Hohnstein.
Jindřichovi synové Volf, Arnošt, Kryštof († 1527), Jan a Jiří drželi napřed Tolštejn s Rumburkem a Šluknov nedílně. Po smrti ostatních je dědili Arnošt a Jiří, kteří oba obdrželi 1. května 1532 císařské potvrzení panského stavu. Arnošt ze Šlejnic byl knězem, nejdříve kanovníkem a poté proboštem v Míšni, pak též v Praze, v letech 1525-45 administrátorem arcibiskupství. Zemřel 6. února 1548 a byl pohřben v Šluknově.
Jiří převzal po něm Tolštejn i Lovosice, jež roku 1537 dědičně koupili. Býval hejtmanem kraje litoměřického, založil městečko Georgenthal a obdržel roku 1558 Tolštejn (posud manství) dědičně. Zemřel 27. září 1565 v Rumburce zůstaviv vdovu Johanku z Lobkovic a syny Hugolta, Jana, Arnošta a Jindřicha.
Když tito roku 1566 se dělili, dostali díly Lovosice, Hanšpach, Šluknov, Rumburk a poslední tři díly na hradě Tolštejně. Hugolt zemřel okolo roku 1570 (manželky 1. Lidmila ze Šumburka, 2. Anna z Baudissina) a zůstavil Lovosice zadlužené dceři Evě. Také Jindřich špatně hospodařil. Odprodal roku 1570 Varnsdorf a roku 1570 Rumburk kromě malé části. Zemřel před roku 1587 zůstaviv dvě dcery.
a) Jan prodal strýcům roku 1571 všechen statek svůj, stal se lantfojtem v Horní Lužici (1572), ale zadluživ se mnoho složil ten úřad roku 1594. Získal roku 1577 Libochovany a roku 1580-82 vesnice v okolí, také měl Dubkovice, které prodal roku 1586 bratru Arnoštovi a roku 1587 prodal Libochovany. Koupil pak roku 1588 Strojetice, jež téhož roku prodal. Ženat byl třikrát (1. Apolena z Krajku, 2. Anna z Biberštejna, 3. Anna Leskovcová z Leskovce, roku 1590 ovdovělá Hasištejnská z Lobkovic). Zemřel 1. ledna 1595 zůstaviv synům Bedřichovi, Ladislavovi, Albrechtovi, Davidovi a Rudolfovi jen dluhy. Ladislav vyženil roku 1590 s Kateřinou z Říčan a Leskovce (ovdovělou Valeckou) statek Hostim (u Moravských Budějovic). Rudolf táhl roku 1595 do Uher a oženil se roku 1598 za Vidní se vdovou Cecilií rozenou ze Saurau. Bedřichova manželka Eliška Šlikovna získala roku 1593 Varnsdorf, ale prodala jej zase roku 1597, téhož roku získal také právo na Rumburce a roku 1608 věnné právo na Božejově. Roku 1612 držel též dvůr Postráň. Albrecht získal roku 1600 s manželkou Annou z Říčan Varnsdorf, který roku 1609 prodal. Roku 1607 koupil Šluknov a nějaký čas (1615) držel manství Blansko u Brna. Zastával dále úřad královského rady. Šluknov prodal roku 1618. Zemřel 26. března 1620 a jmění jeho pro vzpouru zabráno. Synové jeho byli Jan Jiří, Ladislav Volf, Maxim. Rudolf a Karel (tento zemřel záhy). Jan Jiří koupil kolem roku 1627 Domamyšl a držel ji do smrti. Maximilián Rudolf (*1605) byl kanovníkem v Olomouci, roku 1635 gen. vikářem v Praze, roku 1637 proboštem litoměřickým a od roku 1655 biskupem, tam také 13. října 1675 zemřel.
Volf získal roku 1628 Valdštejnské manství Chrastná (Krásná) u Liberce a dědil s bratrem Domamyšl, kterou roku 1640 prodali. Volf zemřel v Osečné 27. února 1687 ve vysokém věku. Z manželství s Lidmilou Kateřinou Sedleckou z Újezdce měl dva syny, z nichž starší zemřel v Itálii. Mladší syn Arnošt Ferdinand (prý rozumu mdlého) převzal Chrastnou a zemřel roku 1689 jako poslední potomek české větve rodu po meči. Svůj statek odkázal manželce Polyxeně Krescencii Kapounce ze Svojkova.
b) Arnošt vzdal se roku 1579 svého dílu Tolštejna a vyženil s Lidmilou, hraběnkou z Lobkovic díl Nepokojnic. Ta zaplatila dluhy a stala se tak majitelkou Šluknova i Dubkovic, které Arnošt roku 1586 koupil. Pro dluhy zastavili roku 1592 Dubkovice, které pak byly odprodány. Nadto prodala Lidmila roku 1598 Nepokojnice, oba ztratili právo podací ke kostelům v Šluknově a Georgenthalu a hraběnka roku 1599 zastavila Šluknov, který pak byl roku 1607 nadobro prodán. Oba rodiče i jejich syn Adam zemřeli v chudobě.

### Mladší pošlost
Hugoltův mladší stejnojmenný syn držel rodný zámek Schleinitz († ok. 1512). Synové jeho Hanuš a Šimon Juda přijati roku 1527 k lénu na hrad Tolštejn a od strýcův svých českých ustanoveni za nápadníky. Šimonovi synové Krištof, Hanuš Hugolt a Abraham přijati roku 1570 za obyvatele v Čechách. Krištof koupil roku 1570 Rumburk (od Jindřicha), roku 1571 s bratřími Hanšpach a díly Tolštejna a Lovosic, od čehož pak roku 1573 části odprodávali a také pustili roku 1573 vrchnost svou na manství Šerachově v Horní Lužici. Krištof pak prodával i jiné části a naposled roku 1586 Tolštejn a Rumburk. Kryštof zemřel 5. března 1601 a Abraham roku 1594. Kryštof a Hugolt, synové Kryštofovi, drželi pak se strýcem Hanušem nějaký čas Hanšpach, ale roku 1602 pro dluhy prodán. O jejich pozdějších osudech nedostává se paměti.

## Erb
Rodovým erbem byly v stříbrnočerveně polceném štítě 3 (1, 2) růže střídavých barev.

## Význační členové rodu

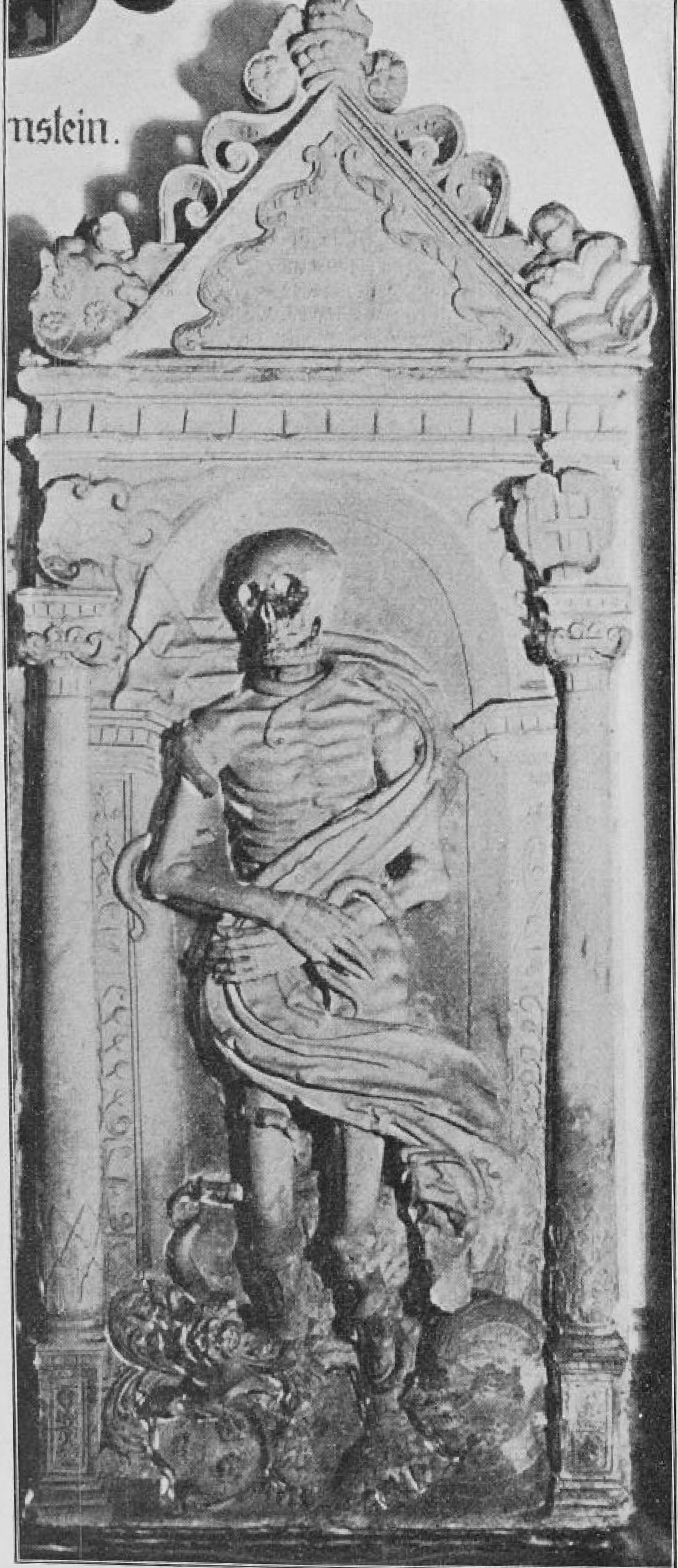
Náhrobek Wolfganga ze Šlejnic († 1523)

- Hugold ze Šlejnic, pán na Schleinitzi a Kriebsteinu († 1490), maršál saských kurfiřtů Albrechta a jeho bratra Arnošta a předseda soudu v Míšni
- Jan II. ze Šlejnic († 30. listopadu 1434), biskup naumburský (1422–1434)
- Petr ze Šlejnic († 26. srpna 1463), biskup naumburský (1434–1463)
- Jindřich ze Šlejnic († 1515), vrchní maršál saského kurfiřta, pán „Šlejnicka (Schleinitzer Ländchen)“ v pohraniční oblasti severních Čechy a Horní Lužice, dnešní Šluknovský výběžek nebo též České Nizozemí
- Jindřich ze Šlejnic († 1526), opat benediktinského kláštera v Saské Kamenici (1483–1522)
- Arnošt ze Šlejnic († 1548), probošt katedrály v Míšni a administrátor pražské arcidiecéze, pán na Tolštejně a Šluknově v severních Čechách, český svobodný pán, odpůrce reformace
- Vincenc ze Šlejnic-Eulau († 21. března 1535), kanovník a kantor od roku 1505, biskup z Merseburgu (1526–1535)
- Jiří ze Šlejnic († 1565), český baron, hospodář Schleinitzer Ländchen ve cípu Schwenauer, odpůrce reformace
- Jan VII. ze Šlejnic († 13. října 1537), od roku 1499 kantor katedrály v Míšni a kanovník v Naumburgu, od roku 1518 jako Jan VII. biskup míšeňský, byl silným odpůrcem Martina Luthera
- Michael ze Šlejnic (* kolem roku 1507 – 1553), vyšší saský úředník a vykonavatel úřadu Freiberg v Krušných horách
- Hanuš Jiří ze Šlejnic (1599–1666), německý správní úředník a příležitostný básník
- Maxmilián Rudolf ze Šlejnic (1606–1675), první litoměřický biskup (1655–1675)
- Andreas Dietrich von Schleinitz (1738–1808), pruský generálmajor
- Karl von Schleinitz (1751–1807), předseda komorního soudu
- Wilhelm Karl Ferdinand von Schleinitz (1756–1837), státní ministr v Brunšvicku
- Ludwig von Schleinitz (1763–1825), pruský zemský rada
- Gustav von Schleinitz (1785–1858), pruský generálmajor
- Wilhelm von Schleinitz (1794–1856), ministr vnitra, spravedlnosti a zahraničních věcí v Brunšvickém vévodství
- Johann Eduard von Schleinitz (1798–1869), pruský správní úředník, prezident provincie Slezsko (1848–1869)